# Vonne van der Meer
Vonne van der Meer (Eindhoven, 15 december 1952) is een Nederlands schrijfster van toneelstukken en romans.

## Literaire loopbaan
Van der Meer was de jongste in een gezin van drie kinderen. Na haar eindexamen ging ze een jaar naar de Verenigde Staten, waar haar liefde voor het toneel werd aangewakkerd door de acteerlessen die ze volgde. 
Van der Meer volgde de regieopleiding aan de Amsterdamse Theaterschool. In 1976 werd haar monoloog De Behandeling uitgevoerd door Toneelgroep Centrum. In 1978 werd Van der Meer regieassistent van Franz Marijnen bij het RO Theater waar ze ook zelf stukken ging regisseren, waaronder van Goethe, Osborne, Frisch en een bewerking van Plato's Symposium. Daarna regisseerde ze een kleine tien jaar bij uiteenlopende gezelschappen als Baal, Centrum, De Haagse Comedie en het RO Theater. Bij het laatste gezelschap ging in 1996 ook haar toneelstuk Weiger nooit een dans in premiere.
In 1985 verscheen haar eerste verhalenbundel, Het limonadegevoel en andere verhalen, waarna ze ongeveer elke twee jaar een boek uitbracht. Als haar doorbraak wordt gezien de roman Eilandgasten, waarin zes verhalen staan, met als verbindend element een vakantiehuisje op Vlieland. Het werd opgenomen in de CLO 15, de eenmalige canon van de christelijke literatuur, samengesteld door het Christelijk Literair Overleg (CLO), een organisatie die romans vanuit een christelijk perspectief wil stimuleren. Eilandgasten werd het eerste deel van een succesvolle trilogie met dit basisgegeven; later volgden De avondboot en Laatste seizoen. De eerste twee delen werden verfilmd door Karim Traïdia.
Sinds (in elk geval) september 2017 is Van der Meer voorzitter van PEN Nederland, onderdeel van PEN International, een schrijversorganisatie die zich inzet voor de vrijheid van meningsuiting.

## Persoonlijk
Vonne van der Meer bekeerde zich in 1994 tot het katholieke geloof. Haar echtgenoot, schrijver Willem Jan Otten, bekeerde zich enige tijd later ook.
Van der Meer was vanaf november 2016 enkele jaren lid van het Comité van aanbeveling van VBOK, een vereniging die ondersteuning biedt aan Siriz, een stichting die hulp, voorlichting en opvang biedt bij ongewenste zwangerschap.

## Werken
- 1985 - Het limonadegevoel en andere verhalen (verhalen)
- 1987 - Een warme rug (roman)
- 1989 - De reis naar het kind (roman)
- 1991 - Zo is hij (roman)
- 1993 - Nachtgoed (verhalen)
- 1995 - Spookliefde (novelle)
- 1996 - Weiger nooit een dans (toneel)
- 1997 - De verhalen
- 1999 - Eilandgasten (roman, verfilmd als Eilandgasten (2006))
- 2001 - De avondboot (roman, verfilmd als De Avondboot (2007))
- 2002 - Laatste seizoen (roman)
- 2004 - Ik verbind u door (roman)
- 2006 - Niemand op heel Vlieland (novelle, in de serie Literaire Juweeltjes)
- 2007 - Take 7 (roman)
- 2009 - Zondagavond (roman)
- 2009 - December (verhalen)
- 2011 - De vrouw met de sleutel (roman)
- 2012 - Kinderschrik (novelle,samen met Josef Willems)
- 2013 - Het smalle pad van de liefde (roman)
- 2015 - Winter in Gloster Huis (roman)
- 2017 - Brood, zout, wijn (verhalen)
- 2019 - Vindeling (roman)
- 2019 - Zonder Jozef (verhalen in de serie Literaire Juweeltjes)
- 2020 - Naar Lillehammer (roman)
- 2022 - Letselschade (roman)
- 2022 - Gesprekken op maandagmorgen over de sacramenten (beschouwingen, met Nico de Gooijer), Atlas Contact, Amsterdam.
- 2025 - Aan haar lippen (verhalen), Atlas Contact, Amsterdam, ISBN 978 90 2547 689 2.[7]

## Literaire en andere prijzen
- 1985 - Geertjan Lubberhuizenprijs voor Het limonadegevoel en andere verhalen
- 1986 - ANV-Visser Neerlandia-prijs voor Besloten kring
- 2000 - Spaanprijs voor onder meer Eilandgasten en Avondboot
- 2016 - CLO-prijs, voor Winter in Gloster Huis.[8]